# Мене младу за стара
„Мене младу за стара” је југословенски ТВ филм из 1977. године. Режирао га је Војислав Милашевић а сценарио је написала Даница Сарић.

## Улоге
| Глумац          | Улога |
| --------------- | ----- |
| Руди Алвађ      |       |
| Зоран Бечић     |       |
| Рејхан Демирџић |       |
| Весна Машић     |       |